# 薩基空軍基地爆炸
薩基空軍基地爆炸是2022年俄羅斯入侵烏克蘭之際，在2022年8月9日俄佔克里米亞薩基區新费奥多罗夫卡薩基空軍基地發生的爆炸事件。
俄羅斯當局起初宣布薩基空軍基地軍事裝備沒有在爆炸中損壞。而烏克蘭武裝部隊则宣布，有9架俄羅斯飛機在爆炸中被摧毀。事后据公开来源情报分析，俄军至少约10架Su-24及Su-30战机遭击毁。
乌克兰武装部队并未透露袭击所使用的武器，但根据美国前海豹部队第六分队队长Chuck Pfarrer依据事后卫星照片分析，由于袭击现场出现了多个至少500磅级弹头才能造成的弹坑，故该袭击不大可能是由乌军特种部队所为，而应是乌军使用了MGM-140 陆军战术导弹系统(ATACMS)或类似武器(如乌克兰国产的“游隼”战术导弹系统)造成。
2022年9月7日，烏軍總司令瓦列里·扎盧日內承認是襲擊由烏克蘭策動。

## 背景
薩基空軍基地位於克里米亞的薩基區。直到1991年蘇聯解體前一直被蘇聯空軍所使用，從1991年到2014年，薩基空軍基地被烏克蘭第10海軍航空旅使用。自2014年俄羅斯兼併克里米亞後，俄軍佔領薩基空軍基地。俄羅斯航空太空軍將第43戰鬥機航空團部署在該空軍基地。
俄軍在該基地部署了蘇-30戰鬥機、蘇-24戰鬥機、蘇-24MR偵察機和伊爾-76軍用運輸機等飛機。
自2022年俄羅斯入侵烏克蘭以來，俄羅斯軍隊利用薩基空軍基地儲存大量空對地炸彈和導彈用以轟炸烏克蘭南部赫爾松和尼古拉耶夫地區。而薩基空軍基地是俄軍在克里米亞的戰略關鍵要點之一。

## 過程

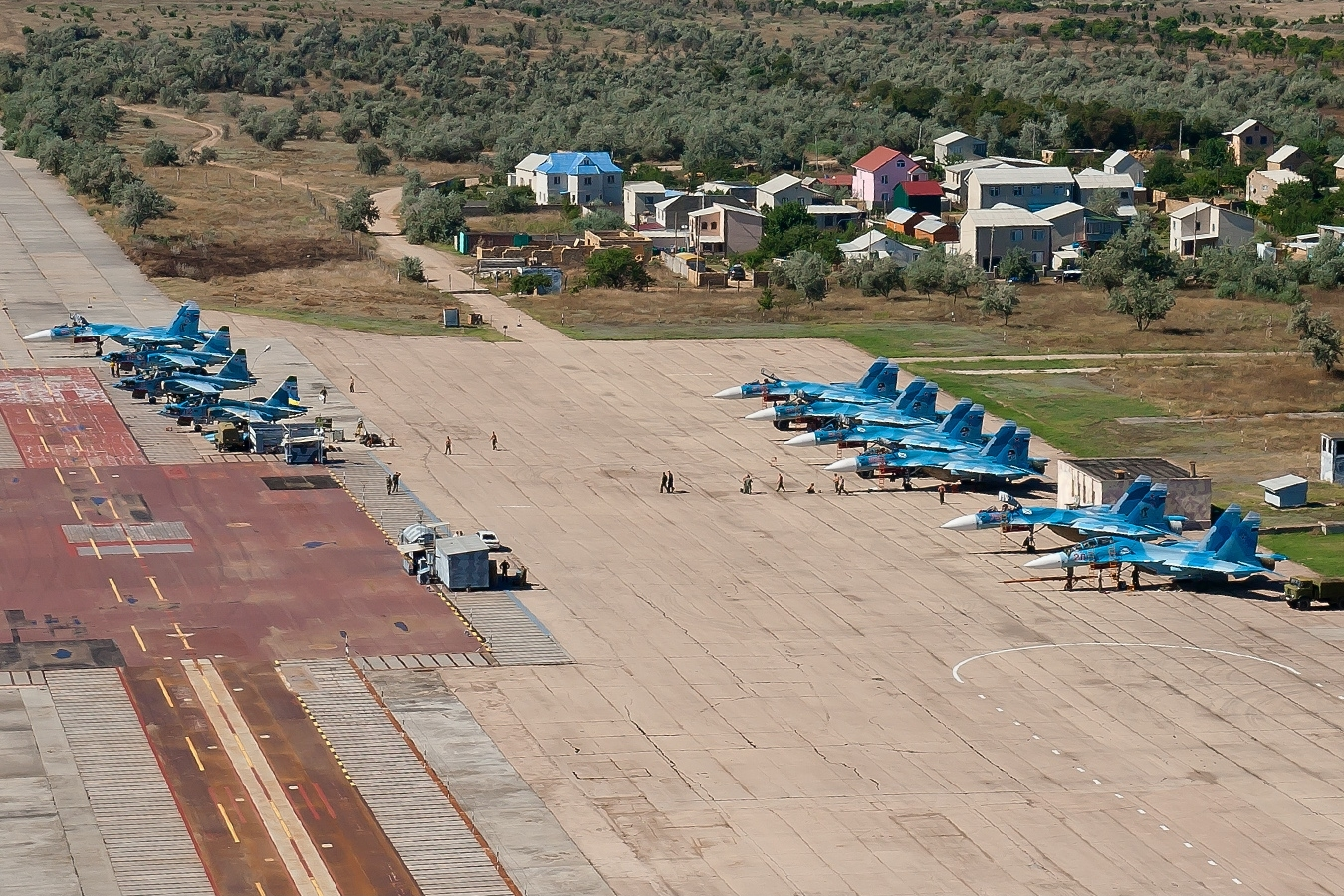
2010年的薩基空軍基地

2022年8月9日當地時間15:20左右，薩基空軍基地發出數以十計的一連串強烈爆炸聲：首次爆炸後，在不同的地方同時發生了2次強烈的爆炸，過了一會兒又出現了第3次強烈的爆炸。不同的目擊者計算出不同數量的爆炸，計算出4次至多達20次的爆炸也有。當地海灘上可以看到巨大的煙霧雲。
衛星圖像顯示空軍基地出現三個大小相同的彈坑、被毀的建築物、大面積的焦土以及被摧毀和損壞的戰機，從照片中很難準確確定受影響戰機的數量。根據各種估計，空軍基地至少有7至9架，甚至是15架戰機損毀。此外，距離爆炸地點600至800米的停車場內有大量汽車損壞和燒毀。
爆炸前4小時拍攝的衛星圖像顯示，空軍基地內有大量戰機和倉庫。俄羅斯反對派開源調查電子平台《衝突情報小組》報告空軍基地共有12架蘇-24戰鬥機、10架蘇-30戰鬥機和1架伊爾-76，在爆炸倖存下來的飛機在煙霧中飛走。爆炸伴隨著一場火災，從拍攝現場的影片來看，火災甚至可能在爆炸之前就開始。
同日，俄佔克里米亞當局宣布撤離薩基空軍基地附近平民，薩基空軍基地周圍5公里範圍內已設置警戒線，只允許醫生和救援人員通過。由於大量當地居民和遊客緊急離開，引發葉夫帕托里亞出現交通堵塞。同時，大量克里米亞東岸刻赤、費奧多西亞、科克捷別利的遊客沿連接克里米亞與俄羅斯的克里米亞大橋蜂擁離開，也出現了大規模的交通擁堵。

## 爆炸起因

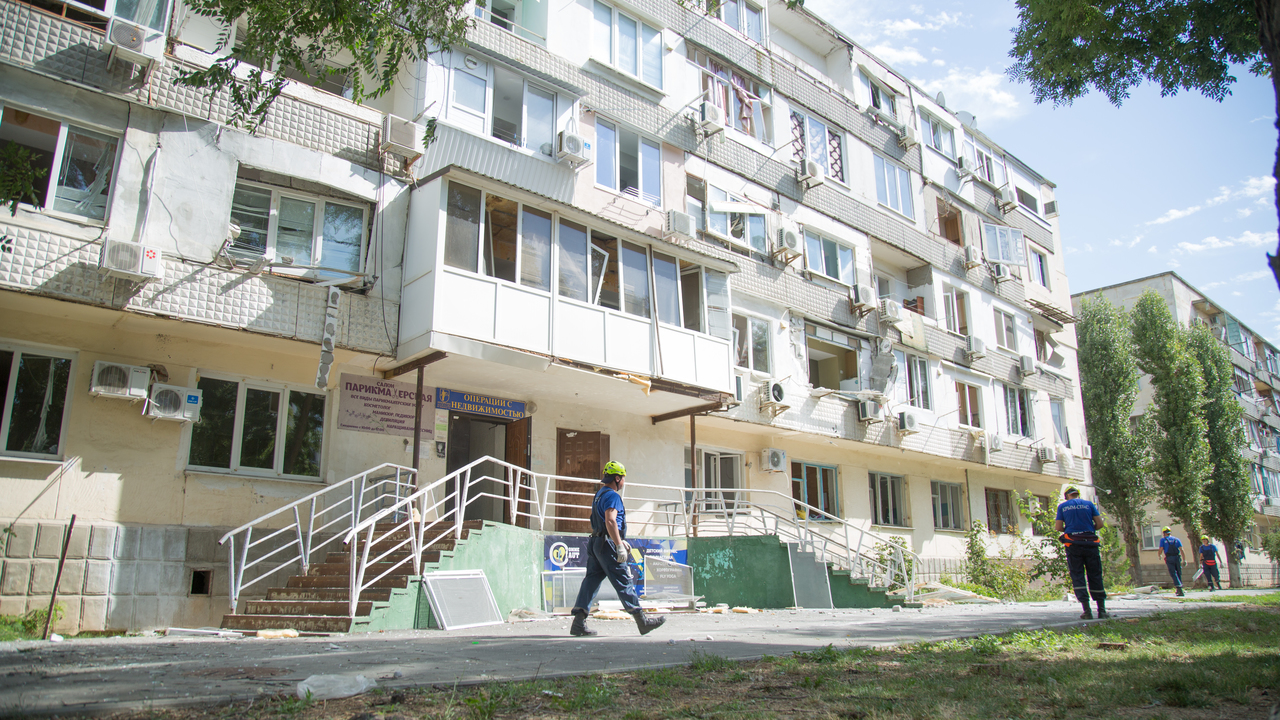
位於薩基空軍基地旁邊的一棟高層建築被爆炸波及，玻璃震碎。

俄羅斯聯邦國防部將爆炸事件歸咎於彈藥事故，稱基地因「違反消防安全要求」而導致事故，「沒有任何跡象、證據表明是蓄意襲擊彈藥而導致引爆」；而烏克蘭國防部就爆炸事件發表聲明，表示「他們無法確定起火原因」，但「提醒注意消防安全規則和不要在未指明的地方吸煙」。
據《生意人報》援引俄佔新費多里夫卡政府消息人士稱，薩基空軍基地彈藥倉庫遭到襲擊，裝有彈藥的倉庫和跑道著火。俄佔薩基區副區長維克托里亞·卡茲米羅娃（Виктория Казьмирова）表示機場所有的玻璃都碎了。俄佔克里米亞共和國首腦謝爾蓋·阿克肖諾夫在Telegram中表示已前往事發地點視察，為應對爆炸事件，其宣佈將克里米亞「恐怖主義威脅」黃色級別延長至8月24日。
英國國防大臣華禮仕表示，發生兩次獨立爆炸，表明這是一個有預謀的事件，而不是意外。
《紐約時報》、《華盛頓郵報》援引一位不願透露姓名的烏克蘭高級軍事官員，表示薩基空軍基地爆炸是烏克蘭特種部隊所為，該官員沒有透露襲擊中使用的武器類型，但否認使用美國提供的武器。俄羅斯聯邦國防部宣佈在該空軍基地境只有幾枚彈藥被引爆，但爆炸中沒有軍事裝備損毀。
《紐約時報》推測爆炸可能是由雷霆彈道導彈或海王星導彈所攻擊的。《衝突情報小組》傾向於後者。根據烏克蘭媒體《國防快報》指這種假設不太可能成立，因為沒有證據表明烏克蘭武裝部隊的雷霆彈道導彈或海王星導彈能夠打擊地面目標，而且烏軍沒有使用美國的MGM-140 陸軍戰術導彈系統、AGM-84 魚叉反艦導彈。然而，《國防快報》和《BBC俄語》不排除對彈藥庫的襲擊是由烏克蘭無人機造成的可能性。直到目前為止，並沒有目擊者注意到當時出現任何導彈或無人機，也沒有錄像拍下爆炸的原因。
2022年9月7日，烏軍總司令瓦列里·扎盧日內承認是襲擊由烏克蘭策動。

## 傷亡與損失
俄羅斯聯邦國防部称没有装备在袭击中受损。

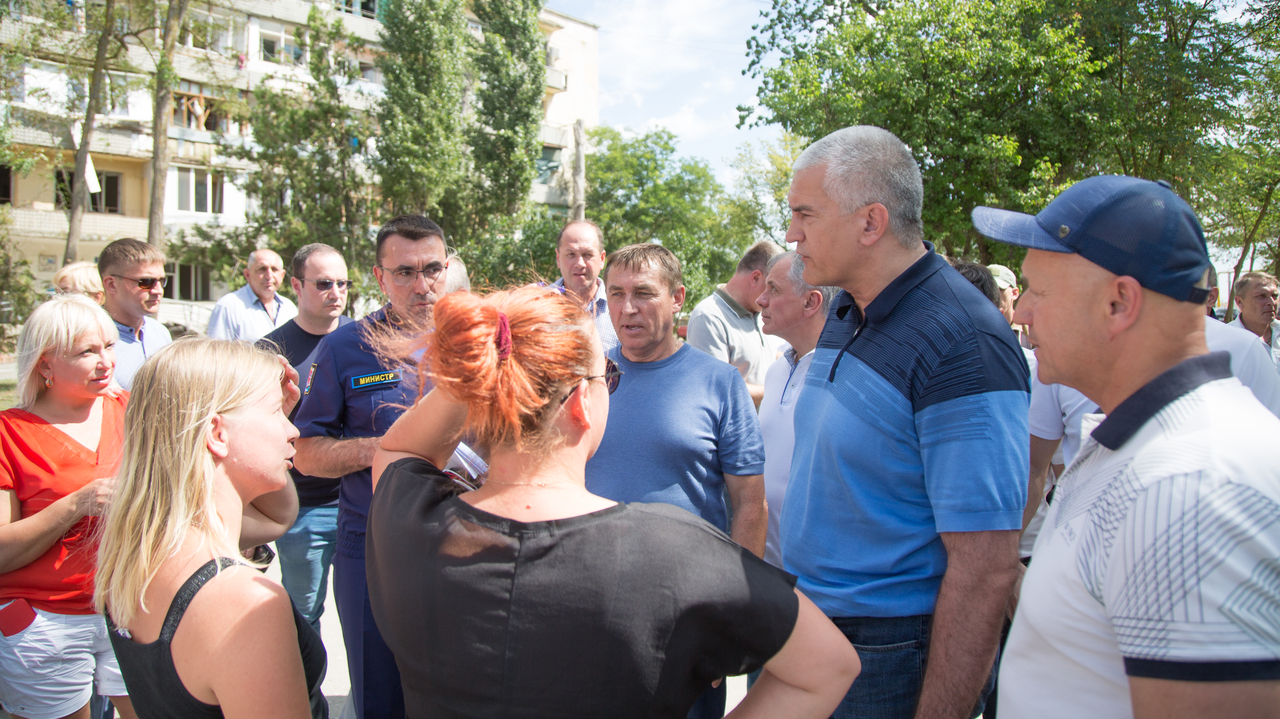
俄佔克里米亞共和國首腦謝爾蓋·阿克肖諾夫慰問事發地點附近的居民。

俄佔克里米亞當局稱，爆發事件中有1人死亡、14人受傷，其中包括2名兒童。
烏克蘭武裝部隊空軍司令部發言人尤里·伊格納特（Юрій Ігнат）在電視節目中以「襲擊」來形容爆炸事件，表示薩基空軍基地的襲擊中，有9架俄羅斯軍機被摧毀。但該空軍基地的跑道在爆炸中倖存，仍可被俄羅斯空軍使用。
8月10日，行星實驗室發佈薩基空軍基地爆炸後的衛星圖像，國防情報分析網站Oryx研究人員證實在空軍基地共10架俄羅斯軍機被摧毀。其中包括：
- 6架蘇-24戰鬥轰炸機
- 4架蘇-30戰鬥機
- 還有1架蘇-24戰鬥轰炸機受損

類似倉庫的建築物也被摧毀，戰機旁的建築物以及機場人員的車輛亦被損壞，但是受保護的保險庫仍然完好無損。
據俄佔克里米亞共和國首腦謝爾蓋·阿克肖諾夫稱，新費多羅夫卡62座高層建築、20座商業設施以及私人住宅等民用基礎設施損壞。大量房屋門窗被打破，燃氣供應被切斷。根據初步計算，估計民用基礎設施的損失達到2億盧布。取決於損失，受害者將獲得1萬、1.5萬或10萬盧布的補償。
美聯社指出，如果是烏克蘭對空軍基地發動襲擊，這是自2014年俄羅斯兼併克里米亞以來首次已知對克里米亞俄軍的重大襲擊。CNN形容爆炸導致俄羅斯承受自第二次世界大戰以來最大宗軍機集體損毀的單一事件。